# Aloe Blacc
Aloe Blacc (Orange County, Californië, 7 januari 1979) is een Amerikaans soulzanger en rapper. Hij debuteerde in 2002 samen met producer Exile als het duo Emanon met de ep Anon and On. Zijn eerste soloalbum, Shine Through, verscheen in 2006. Het album had een meer experimentele sound dan op het album Good Things. Op zijn soloplaten wordt voornamelijk gezongen, terwijl op zijn werk met Exile voornamelijk wordt gerapt. Zijn tot nog toe bekendste nummer is "I Need a Dollar", dat als introsong gebruikt wordt in de comedyserie How to Make it in America. Het tweede nummer dat hij uitbracht van het album Good Things was getiteld "Loving You Is Killing Me".
Zijn muziek bevat elementen uit de jazz, soul, R&B en hiphop.
Na de verschijning van zijn debuutalbum trad hij onder andere op in de televisieprogramma's Later with Jools Holland en The Graham Norton Show.

## Begincarrière (1995-2009)
Blacc begon zijn muziekcarrière als rapper. Samen met producer Exile vormde hij het hiphopduo Emanon en bracht hij 6 albums uit. Eind jaren 90 was Blacc een "verstekeling" tijdens de Europese tournee van de Amerikaanse hiphopgroep Lootpack. Naar aanleiding van de albums van Emanon kwam Blacc in contact met de Franse jazzgroep Jazz Liberatorz. In 2003 tekende Blacc een platencontract bij Stones Throw Records en begon hij een solocarrière nadat hij eind jaren 90 zijn soloalbum had uitgebracht. In 2003 bracht hij tevens zijn debuut-ep uit. Zijn debuutalbum Shine Through kwam uit op 11 juli 2006.
Daarna volgde een Europese tournee met Emanon, terwijl hij werkte aan zijn tweede soloalbum, Good Things. In 2009 werkte Aloe Blacc samen met de Japanse hiphopproducer Cradle. Samen vormden ze het duo Bee en brachten ze het album Open Your Mind uit bij GoonTrax Records.

## Mainstreamsucces enGood Things(2010-heden)
Good Things werd oorspronkelijk uitgebracht door Stones Throw Records. Dit album werd geproduceerd door Jeff Dynamite en Leon Michels voor TRUTH & SOUL Productions. In 2010 tekende Blacc een contract bij Epic Records voor het Verenigd Koninkrijk en Ierland. Zijn album en de single "I Need a Dollar" werden daar later in 2010 uitgebracht.
Blacc coverde het nummer "Ordinary People" van John Legend en maakte er een Spaanse versie van, getiteld "Gente Ordinaria".
De single "I Need a Dollar" werd gebruikt in de Amerikaanse televisieserie How to Make it in America. Daarnaast werd het nummer gebruikt in het EA Sports-spel Fight Night Champion. Het nummer oogstte succes in heel Europa.
Op 7 maart 2011 werd de tweede single ("Loving You Is Killing Me") van het album uitgebracht. De planning was dat hij in 2011 ook het negende album met Emanon zou uitbrengen, getiteld Bird's Eye View.
Op 17 juni 2013 kwam de single "Wake me up" uit van de Zweedse dj Avicii, waarop Blacc de zangpartij verzorgt. Op 19 oktober 2013 verscheen hiervan ook een akoestische versie. Op 10 april 2019 kwam de postuum uitgebrachte single SOS van Avicii uit. Ook hierop zong Blacc.

## Discografie

### Albums
| Album met eventuele hitnotering(en) in de Nederlandse Album Top 100 | Datum van verschijnen | Datum van binnenkomst | Hoogste positie | Aantal weken | Opmerkingen |
| ------------------------------------------------------------------- | --------------------- | --------------------- | --------------- | ------------ | ----------- |
| Good things                                                         | 24-09-2010            | 02-10-2010            | 39              | 5            |             |
| Lift your spirit                                                    | 25-10-2013            | 29-03-2014            | 39              | 3            |             |

| Album met hitnotering(en) in de Vlaamse Ultratop 200 albums | Datum van verschijnen | Datum van binnenkomst | Hoogste positie | Aantal weken | Opmerkingen |
| ----------------------------------------------------------- | --------------------- | --------------------- | --------------- | ------------ | ----------- |
| Good things                                                 | 24-09-2010            | 02-10-2010            | 5               | 19           |             |
| Lift your spirit                                            | 25-10-2013            | 05-04-2014            | 33              | 20           |             |

### Singles
| Single met eventuele hitnotering(en) in de Nederlandse Top 40 | Datum van verschijnen | Datum van binnenkomst | Hoogste positie | Aantal weken | Opmerkingen |
| ------------------------------------------------------------- | --------------------- | --------------------- | --------------- | ------------ | --- |
| I need a dollar                                               | 09-08-2010            | -                     |                 |              | Nr. 53 in de Single Top 100 |
| Wake me up                                                    | 17-06-2013            | 29-06-2013 28-04-2018 | 1(11wk)         | 38           | met Avicii / Nr. 1 in de Single Top 100 Bestverkochte single van 2013 / Succesvolste Alarmschijf ooit, nr. 1 in de Mega Top 50 |
| The man                                                       | 17-02-2014            | 29-03-2014            | 9               | 16           | Nr. 16 in de Single Top 100 |
| Candyman                                                      | 2016                  | 26-03-2016            | tip13           | -            | met Zedd |
| King is born                                                  | 2017                  | 29-07-2017            | tip15           | -            | |
| Carry you home                                                | 2017                  | 04-11-2017            | 38              | 2            | met Tiësto & Stargate |
| SOS                                                           | 10-04-2019            | 20-04-2019            | 1(3wk)          | 7*           | met Avicii / Alarmschijf |
| Never be alone                                                | 2019                  | 03-08-2019            | tip16           | -            | met David Guetta & Morten Breum                                                                                                |
| Don't worry                                                   | 2020                  | 22-02-2020            | tip24*          |              | met Mesto |

| Single met hitnotering(en) in de Vlaamse Ultratop 50 | Datum van verschijnen | Datum van binnenkomst | Hoogste positie | Aantal weken | Opmerkingen                                                                          |
| ---------------------------------------------------- | --------------------- | --------------------- | --------------- | ------------ | ------------------------------------------------------------------------------------ |
| I need a dollar                                      | 09-08-2010            | 04-09-2010            | 1(2wk)          | 21           | Nr. 1 in de Radio 2 Top 30 / Goud                                                    |
| Loving you is killing me                             | 15-11-2010            | 04-12-2010            | tip12           | -            |                                                                                      |
| Where does the time go?                              | 14-05-2012            | 02-06-2012            | tip17           | -            | met The Bamboos / Nr. 23 in de Radio 2 Top 30                                        |
| Wake me up                                           | 17-06-2013            | 29-06-2013            | 1(5wk)          | 47           | met Avicii / Nr. 1 in de Radio 2 Top 30 / 4x Platina / Bestverkochte single van 2013 |
| The man                                              | 17-02-2014            | 05-04-2014            | 29              | 8            | Nr. 27 in de Radio 2 Top 30                                                          |
| Hello world                                          | 13-06-2014            | 28-06-2014            | tip56           | -            |                                                                                      |
| The world is ours                                    | 14-04-2014            | 28-06-2014            | tip42           |              | met David Correy                                                                     |
| Candyman                                             | 26-02-2016            | 12-03-2016            | tip             | -            | met Zedd                                                                             |
| Counting on me                                       | 30-12-2016            | 04-03-2017            | tip32           | -            | met Aeroplane & Purple Disco Machine                                                 |
| Carry you home                                       | 29-09-2017            | 21-10-2017            | tip             | -            | met Tiësto & Stargate                                                                |
| Brooklyn in the summer                               | 27-04-2018            | 16-06-2018            | tip31           | -            |                                                                                      |
| Never growing up                                     | 29-03-2019            | 20-04-2019            | 15              | 20           | met Mathieu Koss                                                                     |
| SOS                                                  | 11-04-2019            | 20-04-2019            | 2               | 24           | met Avicii                                                                           |

### NPO Radio 2 Top 2000
| Nummer met noteringen in de NPO Radio 2 Top 2000 | '13  | '14 | '15 | '16 | '17 | '18 | '19 | '20 | '21 | '22 | '23 | '24 |
| ------------------------------------------------ | ---- | --- | --- | --- | --- | --- | --- | --- | --- | --- | --- | --- |
| Wake Me Up (met Avicii)                          | 1103 | 236 | 276 | 494 | 633 | 100 | 161 | 223 | 256 | 339 | 346 | 293 |

1. ↑  Een vetgedrukt getal geeft de hoogste notering aan.
2. ↑  2013 was het eerste jaar met een notering voor dit nummer.